# Bosque nuboso

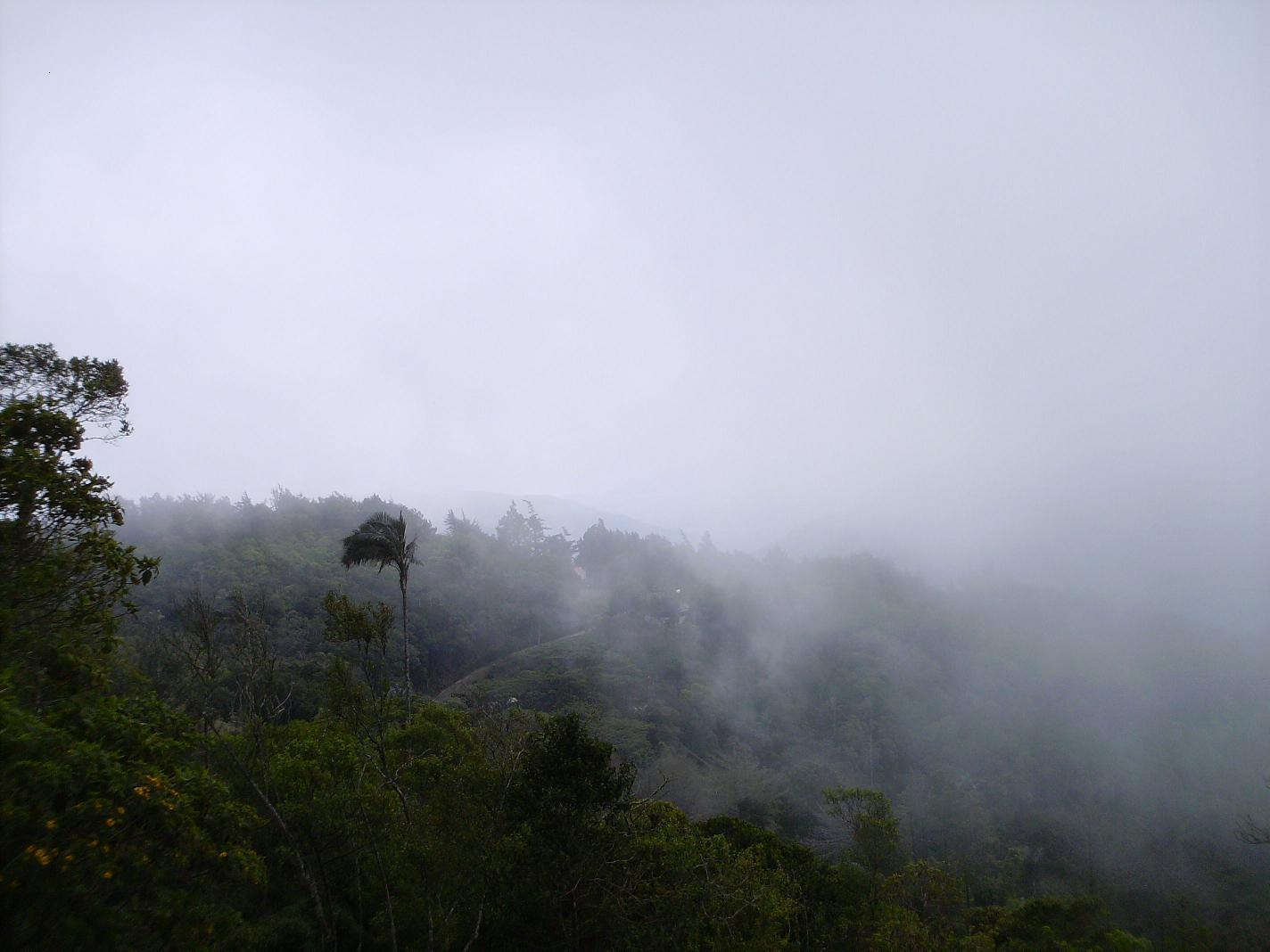
La selva nublada que rodea a la Colonia Tovar (Venezuela) por el lado norte representa la zona más intervenida para el desarrollo de cultivos de este tipo de vegetación, dada su proximidad a dicha población, que tiene una enorme riqueza agropecuaria. En la imagen puede verse una especie de límite en altura de la zona habitada (a más de 2100 m s. n. m.) y el comienzo de una selva nublada menos intervenida.

Un bosque nuboso, bosque nublado, selva nublada, nimbosilva o bosque mesófilo de montaña, es generalmente un bosque húmedo montano tropical o subtropical, que se caracteriza por una alta concentración de niebla superficial, usualmente a nivel de la canopea. 

## Generalidades

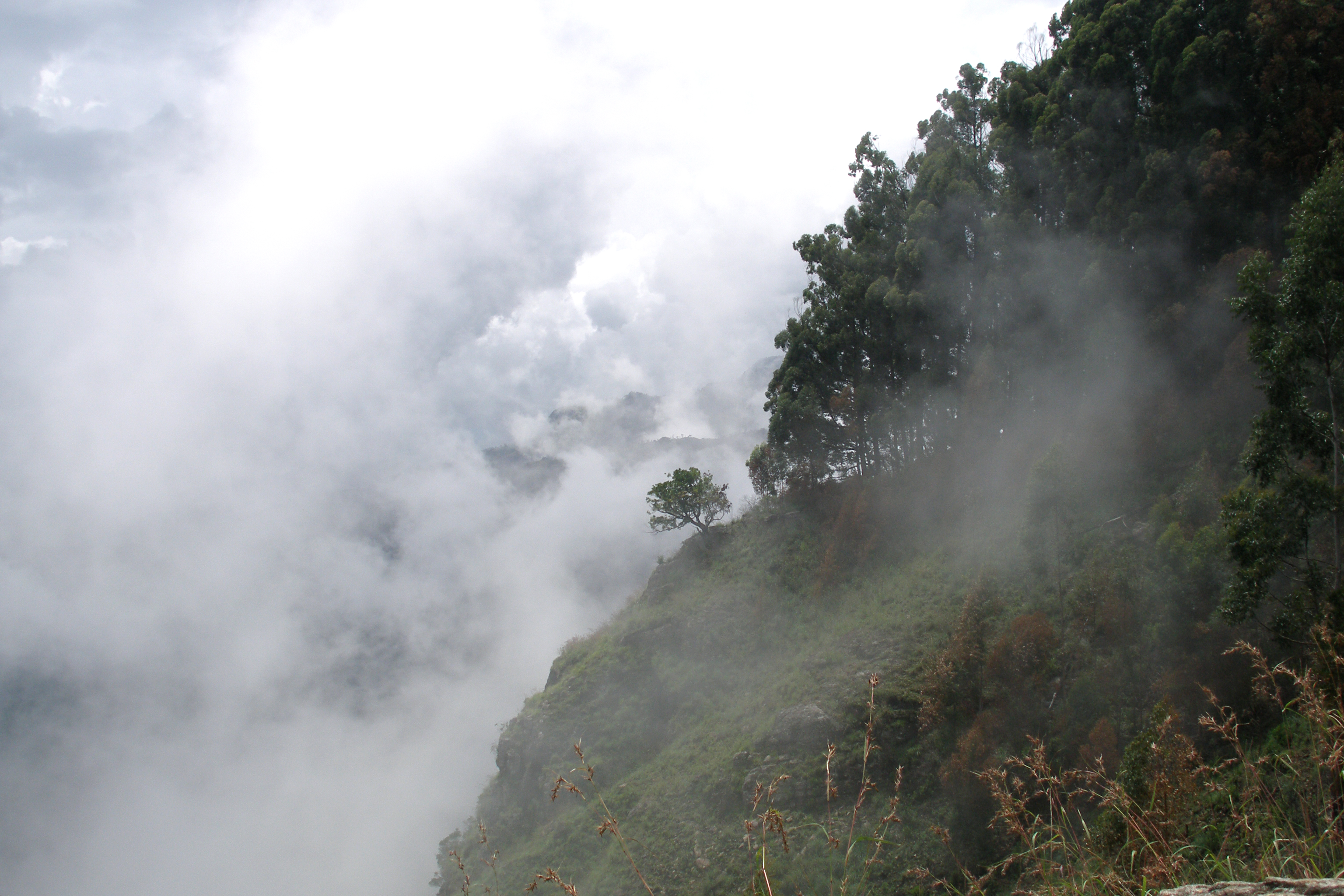
Bosque nuboso de montaña o bosque mesófilo de montaña en Sri Lanka. La mayor parte de las precipitaciones se dan en forma de niebla, que es constante.

Los bosques nubosos generalmente presentan una abundante cobertura de musgos y vegetación, por lo que también se conocen como bosques musgosos. Estos se desarrollan con preferencia alrededor de montañas, donde la humedad introducida por nubes en formación es retenida con mayor efectividad. La definición de «bosque nuboso» puede ser ambigua, pues muchos países no usan este término (prefiriendo denominarlos yungas en Perú o laurisilva en las islas del Atlántico), Bosque mesófilo de montaña en México y ocasionalmente los bosques subtropicales y templados, con condiciones meteorológicas similares, son considerados bosques nubosos.

## Características

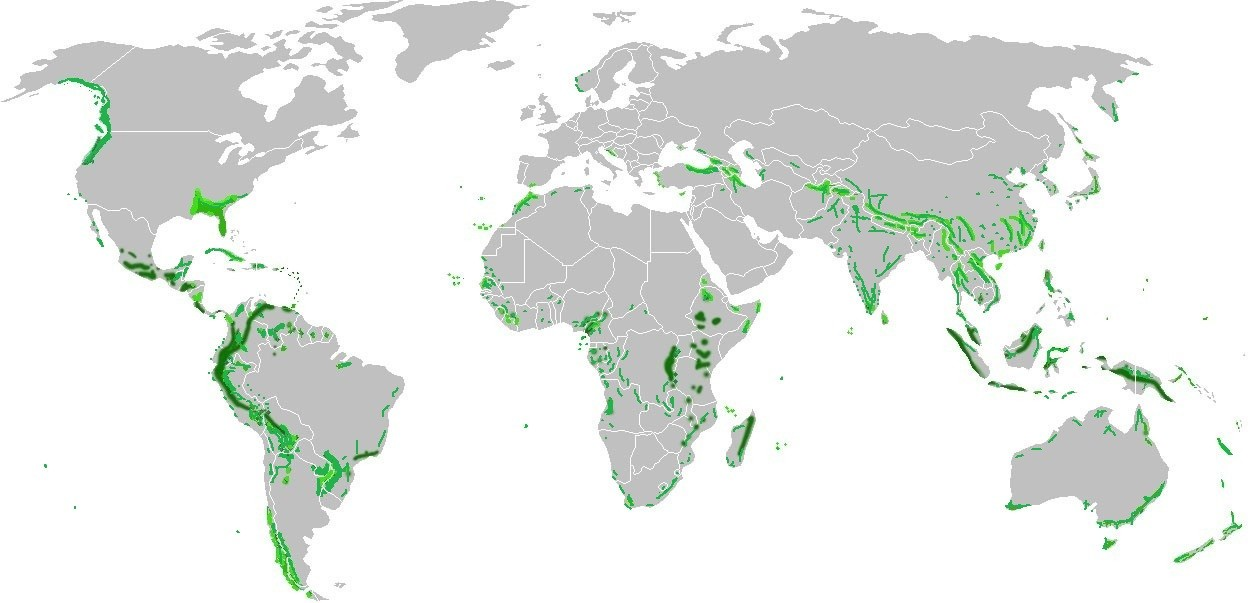
Distribución de los bosques nubosos, laurisilvas y enclaves de hábitat de nieblas.

Típicamente, hay una banda de altitud relativamente pequeña en donde el ambiente atmosférico es más apto para el desarrollo de los bosques nubosos. Éste se caracteriza por un rocío persistente o nubes a nivel de la vegetación, lo que resulta en una reducción de la luz solar directa y por consiguiente de la evapotranspiración. Los árboles  en estas regiones presentan generalmente raíces más superficiales, más cortas y más pesadas que otros bosques a menor altitud en regiones similares, y el ambiente húmedo promueve el desarrollo de abundantes epifitas vasculares. A su vez, esto facilita que el suelo se cubra de musgo y helechos, y flores como las orquídeas son comunes. Los suelos son ricos, pero pantanosos con una preponderancia de turba y humus. Dentro de los bosques nubosos, la mayor parte de las precipitaciones se dan en forma de niebla, la que se condensa en las hojas de los árboles y luego gotea al suelo. Se caracterizan por unos altos niveles de pluviosidad, humedad, neblina, nieblas y altas temperaturas durante todo el año. Estos ecosistemas son en realidad muy vulnerables y están formados por una densa comunidad de árboles, constituidos por plantas de origen templado y tropical, con predominio de la flora tropical. Un tipo de planta que es muy abundante en estos ecosistemas son las orquídeas y los helechos.

### Los bosques nubosos tropicales
También reciben el nombre de selvas nubladas, para distinguir este tipo de vegetación intertropical de los bosques nubosos de otras latitudes, que presentan una menor diversidad y, por lo tanto, son más homogéneos. Se localizan en zonas montañosas intertropicales. Se caracterizan por sus altas precipitaciones y temperaturas. No obstante no hay sequía, ni una estación seca; en cambio, una breve temporada del año es menos lluviosa pero continúa lloviendo lo suficiente de acuerdo con el índice xerotérmico de Gaussen. 

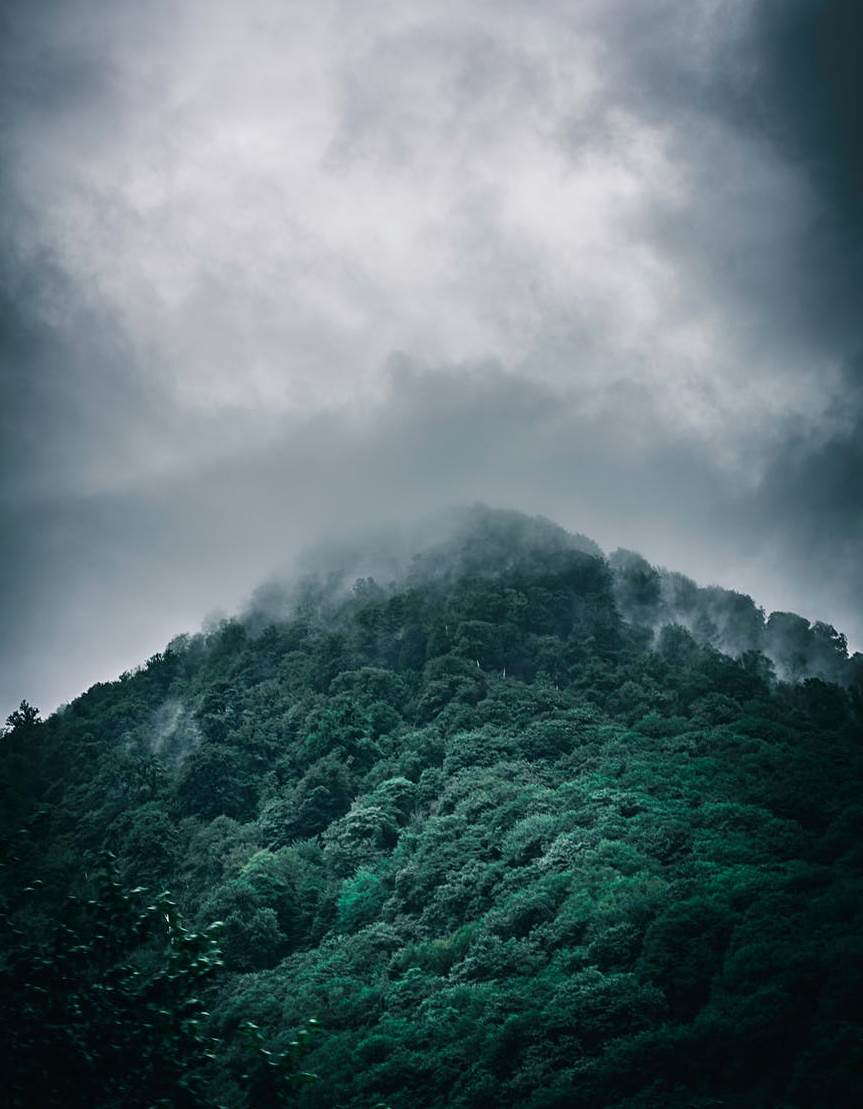
Monte Saive en la Península de Vadalcadar

Hay bosques nubosos tropicales en la mayoría de regiones de la zona intertropical:
- América Central: Los bosques nubosos se encuentran en zonas montañosas de casi todos los países centroamericanos. Normalmente a más de 1000 m de altitud. En la Sierra de las Minas, Guatemala, se localiza el bosque nuboso más grande y más septentrional de América Central. En todo el territorio insular de Cuba. En algunas zonas del sureste de Honduras también hay bosques nubosos, los más grandes se localizan junto a la frontera con Nicaragua. En Nicaragua los bosques nubosos se dan en la zona fronteriza con Honduras, y la mayoría fueron talados para cultivar café; todavía hay bosques nubosos en algunos cerros de la zona norte, también en el Volcán Mombacho, se localiza el único bosque nuboso de la costa pacífica de América Central. En Costa Rica hay bosques nubosos en la Cordillera de Tilarán, más estrictamente entre Monteverde y el Volcán Arenal; también hay algunos bosques nubosos en la Cordillera de Talamanca. En El Salvador hay bosques nebulosos en la montaña El Pital, en la montaña Montecristo y en el parque nacional El Imposible

- América del Sur: Hay importantes bosques nubosos en Ecuador y en el Perú, donde reciben el nombre de bosques nublados. También hay bosques nubosos en Colombia, Bolivia, Paraguay, Venezuela, y Brasil;  por parte de la selva Amazónica, mientras que en Argentina se ubican en el Noroeste del país en las provincias de Salta, Jujuy y Tucumán.

- África: Los bosques nubosos más grandes se encuentran en montañas y cerros de la Cuenca del Congo, en África Central. También hay bosques nubosos en Madagascar y la ecorregión denominada selva de tierras bajas de Santo Tomé, Príncipe y Annobón y en las islas Canarias.

- Asia: Los bosques nubosos se encuentran en montañas y cerros de Indochina, Indonesia y en algunas zonas de China.

## Distribución

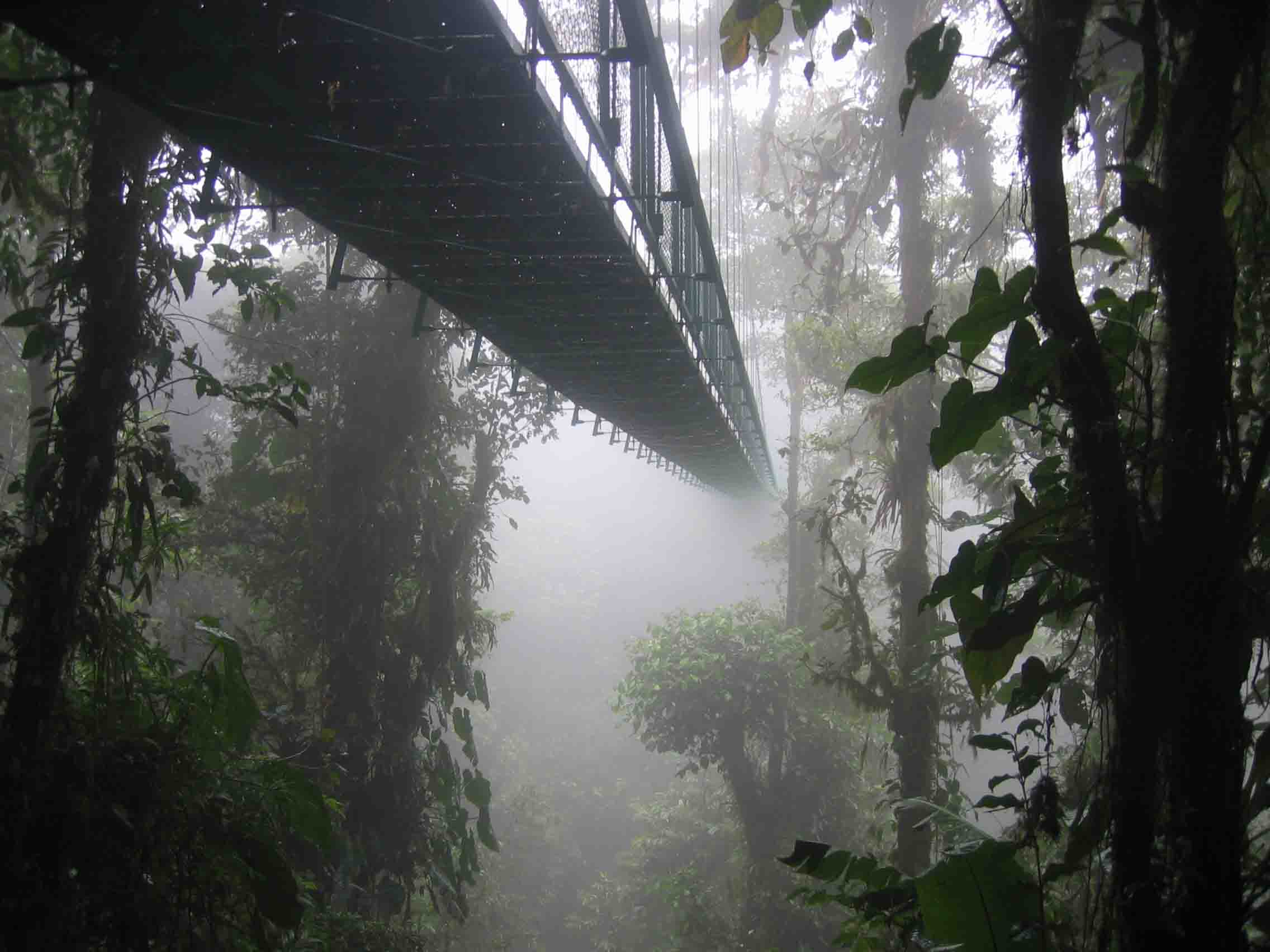
Puente colgante en Santa Elena, Costa Rica, desapareciendo entre las nubes.

Existen bosques nubosos en los siguientes países:
| - Angola - Argentina - Australia - Bolivia - Brasil - Burundi - Camboya - Camerún - Chile - China - Colombia - Costa Rica - República Democrática del Congo - Cuba - Dominica - República Dominicana - Ecuador - El Salvador - España (La Gomera, Islas Canarias) - Etiopía - Fiyi - Filipinas - Gabón - Guatemala - Guyana - Honduras | - India - Indonesia - Jamaica - Kenia - Madagascar - Malasia - México - Mozambique - Birmania - Nicaragua - Panamá - Papúa Nueva Guinea - Paraguay - Perú - Puerto Rico - Ruanda - Sri Lanka - Tanzania - Venezuela - Vietnam |

## Galería

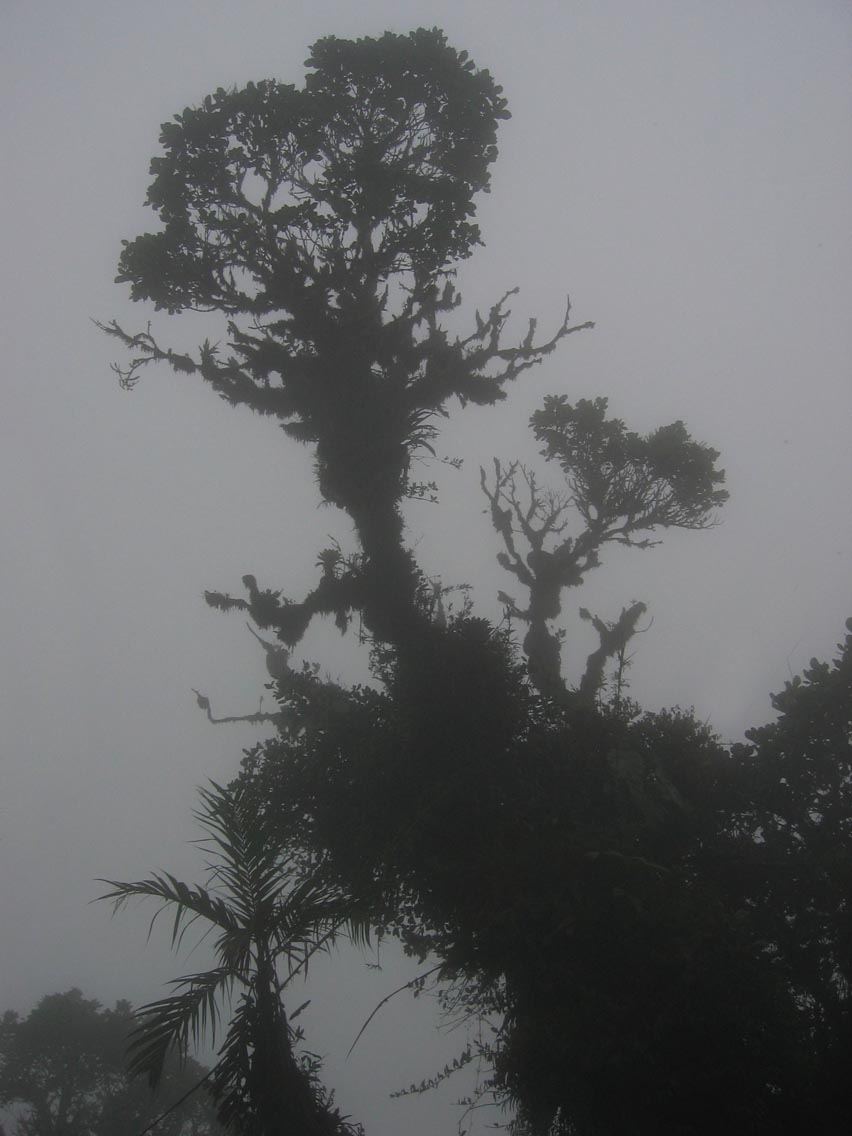
Parque Internacional La Amistad, Panamá.
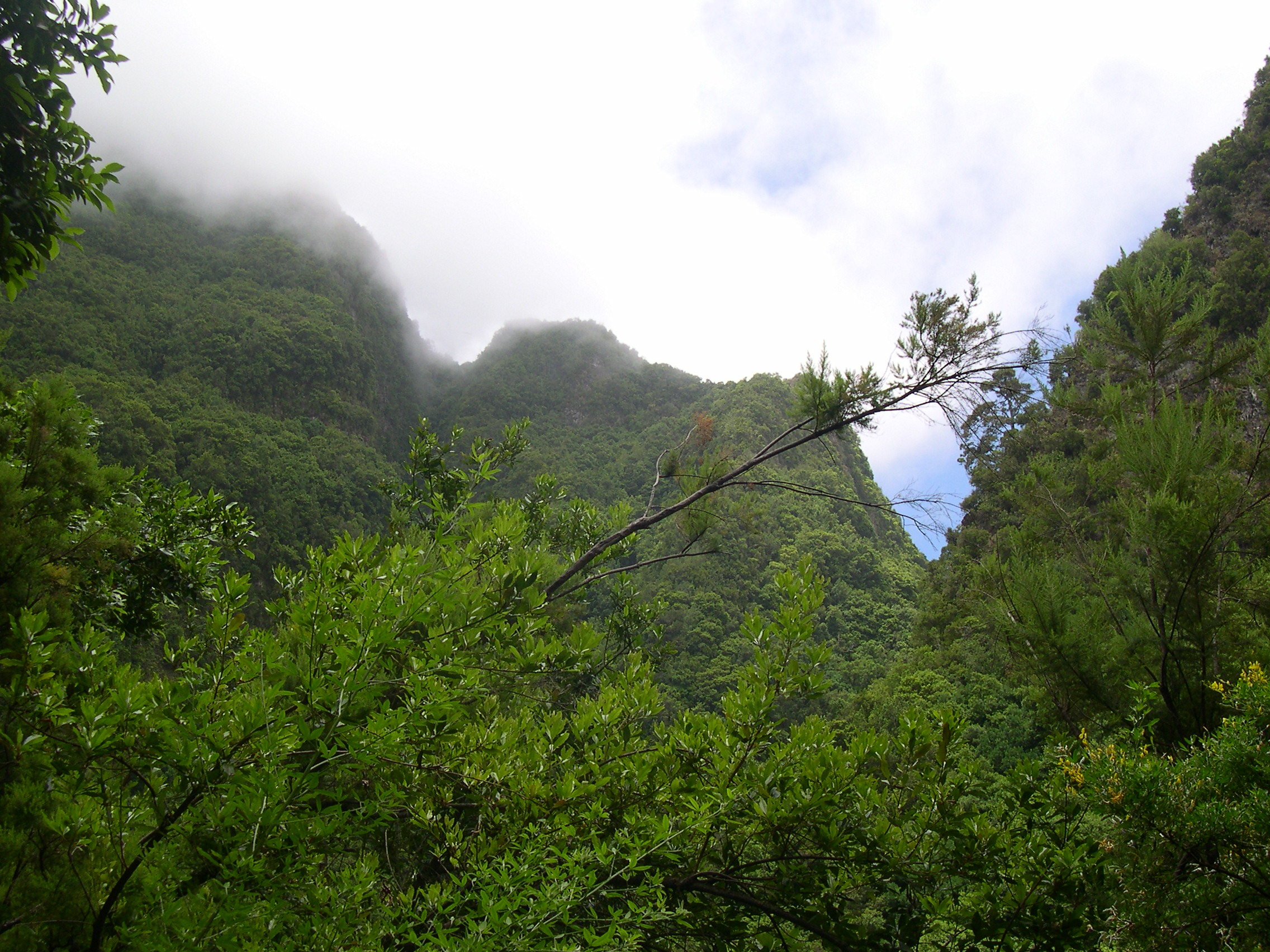
Bosque nuboso templado en La Palma, Islas Canarias.
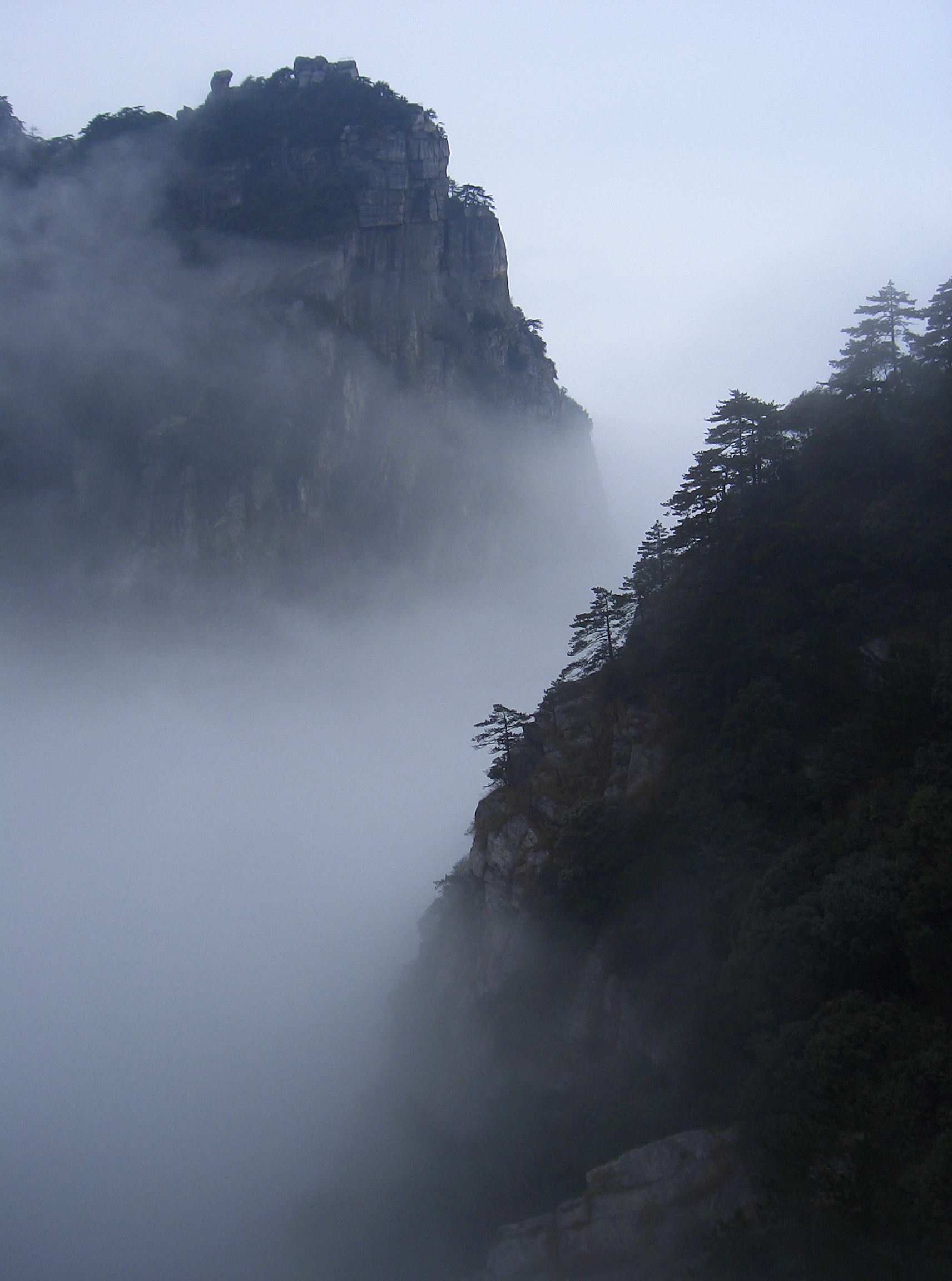
Bosque nuboso en el monte Lu, en el sudeste de China.
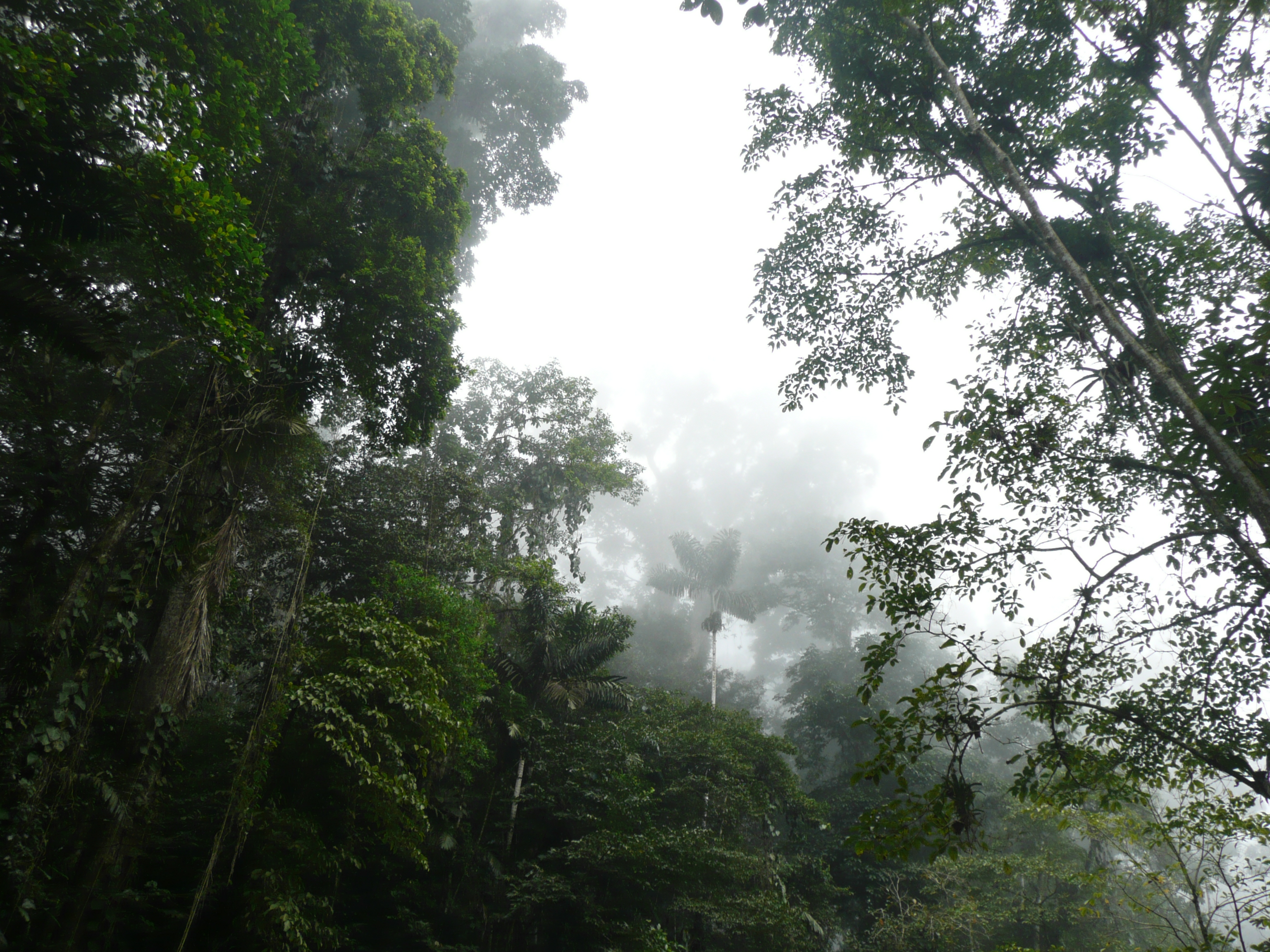
Bosque nuboso en el Parque nacional Henri Pittier, Venezuela.